# Mas dels Arcs
El Mas dels Arcs és una obra de Tarragona protegida com a Bé Cultural d'Interès Local.

## Descripció
Mas típic la producció del qual es dedica a la vinya. El seu edifici inicial té importants elements de factura gòtica. Les reformes del segle XX són els nous cups i el tractament dels jardins, destacant l'obelisc coronat amb un àngel, que va tornar a batejar al mas.